# Pro Patria Gallaratese G.B. 2003-2004
Questa voce raccoglie le informazioni riguardanti la Pro Patria Gallaratese G.B. nelle competizioni ufficiali della stagione 2003-2004.

## Stagione
Nella stagione 2003-2004 la Pro Patria parte male e termina il girone di andata all'ultimo posto con 12 punti all'attivo. Alla 13ª giornata arriva il cambio di panchina tra Carlo Muraro e Patrizio Sala. Nel mercato di gennaio arrivano i rinforzi di Firmino Elia e Paolo Tramezzani, e i bustocchi nel girone di ritorno recuperano punti, ne raccolgono 26, più del doppio, senza però riuscire ad evitare i Playout, dove comunque riescono a sconfiggere il Prato nel doppio confronto, mantenendo così la categoria. Pur avendo disputato solo il girone di ritorno, Firmino Elia è stato il miglior marcatore bustocco di questa stagione, con 10 reti in campionato e 4 in Coppa Italia.
Grazie alla finale ottenuta l'anno prima in Coppa Italia di Serie C, la Pro Patria affronta la Coppa Italia maggiore, dove passa il girone eliminatorio contro le squadre di Serie B, che perdono le loro gare a tavolino per via della protesta contro l'allargamento a 24 partecipanti della Serie B. Successivamente viene eliminata dalla Sampdoria nel secondo turno. Nella Coppa Italia di Serie C i tigrotti si ripetono, raggiungendo nuovamente le finali dopo un lungo percorso, ma sono ancora superati, quest'anno ad opera del Cesena.

## Divise e sponsor
Lo sponsor tecnico per la stagione 2003-2004 è Lotto; sulla maglia, per il secondo anno, vi è come sponsor "Ge.S.A." (Gestione Servizi Aziendali).
La prima maglia resta la classica biancoblu, in una versione a bande sottili, e con dei leggeri profili rossi; la seconda maglia è nera, con del blu sui fianchi.
| 1ª maglia | 2ª maglia |

## Organigramma societario
Area direttiva
- Presidente: Alberto Armiraglio
- Vice presidente: Luciana Rossi
- Amministratore delegato: Roberto Vender
- Direttore generale: Riccardo Guffanti

Area organizzativa
- Team manager: Giuseppe Gonnella
- Segretari: Saverio Granato, Andrea Pellegatta

Area comunicazione
- Addetto stampa: Marco Achini

Area marketing
- Ufficio marketing: Luigi Croci

Area tecnica
- Allenatore: Carlo Muraro, poi Patrizio Sala
- Preparatore atletico: Maurizio Fanchini

Area sanitaria
- Medici sociali: Gianluca Castiglioni, Massimo Besnati, Stefano Mazzoni
- Massaggiatori:Andrea Zagatti

## Rosa
| N. |                   | Ruolo | Calciatore        |
| -- | ----------------- | ----- | ----------------- |
|    | Italia (bandiera) | P     | Andrea Capelletti |
|    | Italia (bandiera) | P     | Paolo Di Sarno    |
|    | Italia (bandiera) | D     | Paolo Annoni      |
|    | Italia (bandiera) | D     | Carmelo Dato      |
|    | Italia (bandiera) | D     | Jacopo Mariani    |
|    | Italia (bandiera) | D     | Giuseppe Imburgia |
|    | Italia (bandiera) | D     | Luca Perfetti     |
|    | Italia (bandiera) | D     | Luca Salvalaggio  |
|    | Italia (bandiera) | D     | Paolo Tramezzani  |
|    | Italia (bandiera) | D     | Marco Zaffaroni   |
|    | Italia (bandiera) | C     | Giovanni Arioli   |
|    | Italia (bandiera) | C     | Cristian Boscolo  |
|    | Italia (bandiera) | C     | Angelo Carbone    |

| N. |                    | Ruolo | Calciatore             |
| -- | ------------------ | ----- | ---------------------- |
|    | Italia (bandiera)  | C     | Daniele Corti          |
|    | Italia (bandiera)  | C     | Marco Piovanelli       |
|    | Italia (bandiera)  | C     | Stefano Romano         |
|    | Italia (bandiera)  | C     | Carlo Trezzi           |
|    | Italia (bandiera)  | C     | Andrea Vecchio         |
|    | Italia (bandiera)  | A     | Riccardo Belluomini    |
|    | Italia (bandiera)  | A     | Firmino Elia           |
|    | Nigeria (bandiera) | A     | Ikechukwu Kalu         |
|    | Grecia (bandiera)  | A     | Theofilos Karasavvidīs |
|    | Italia (bandiera)  | A     | Luca Mariotti          |
|    | Italia (bandiera)  | A     | Daniele Morante        |
|    | Italia (bandiera)  | A     | Tommaso Porfido        |
|    | Italia (bandiera)  | A     | Giancarlo Romairone    |

## Risultati

### Serie C1

#### Girone di andata
| Busto Arsizio 31 agosto 2003 1ª giornata | Pro Patria  | 0 – 0 | Cesena | Stadio Carlo Speroni\| Arbitro: \| Celi (Bari) \| |
| Arbitro:                                 | Celi (Bari) |       |        |                                                   |

| Arbitro: | C. Rodomonti (Teramo) |

|  |           |                          |
|  | Marcatori | 77’ Morante 87’ Mariotti |

| Arbitro: | Salati (Trento) |

|  |           |                 |
|  | Marcatori | 50’ A. Bernardi |

| Arbitro: | Zanzi (Lugo di Romagna) |

|                   |           |                       |
| Guidetti 34’, 53’ | Marcatori | 85’ (rig.) Piovanelli |

| Pisa 28 settembre 2003 5ª giornata | Pisa                | 0 – 0 | Pro Patria | Stadio Arena Garibaldi\| Arbitro: \| Crugliano (Crotone) \| |
| Arbitro:                           | Crugliano (Crotone) |       |            |                                                             |

| Busto Arsizio 5 ottobre 2003 6ª giornata | Pro Patria       | 0 – 0 | Pistoiese | Stadio Carlo Speroni\| Arbitro: \| Saveri (Viterbo) \| |
| Arbitro:                                 | Saveri (Viterbo) |       |           |                                                        |

| Arbitro: | Forconi (Aprilia) |

|             |           |            |
| Vecchio 11’ | Marcatori | 16’ Mendil |

| Arbitro: | De Luca (Pescara) |

|               |           |  |
| Sansovini 87’ | Marcatori |  |

| Busto Arsizio 26 ottobre 2003 9ª giornata | Pro Patria          | 0 – 0 | Arezzo | Stadio Carlo Speroni\| Arbitro: \| Vicinanza (Albenga) \| |
| Arbitro:                                  | Vicinanza (Albenga) |       |        |                                                           |

| Arbitro: | Di Fiore (Aosta) |

|                                     |           |             |
| Nordi 15’ Breviario 31’ Gheller 45’ | Marcatori | 41’ Carbone |

| Arbitro: | Crugliano (Crotone) |

|  |           |           |
|  | Marcatori | 89’ Mussi |

| Arbitro: | Saveri (Viterbo) |

|                        |           |  |
| Trotta 2’ Floccari 61’ | Marcatori |  |

| Arbitro: | G. Rubino (Salerno) |

|  |           |                                 |
|  | Marcatori | 17’ R. Corallo 77’ (rig.) Selva |

| Arbitro: | Nappi (Napoli) |

|                            |           |  |
| Polenghi 16’ Pinamonte 53’ | Marcatori |  |

| Arbitro: | Guerriero (Catanzaro) |

|             |           |  |
| Carbone 38’ | Marcatori |  |

| Arbitro: | Stallone (Foggia) |

|               |           |  |
| Carruezzo 79’ | Marcatori |  |

| Arbitro: | Mariuzzo (Venezia) |

|          |           |           |
| Kalu 73’ | Marcatori | 40’ Botti |

#### Girone di ritorno
| Arbitro: | Benedetti (Viterbo) |

|                                                         |           |          |
| Cavalli 17’, 34’ (rig.) Pestrin 22’ Bernacci 39’ (rig.) | Marcatori | 20’ Kalu |

| Arbitro: | G. Rubino (Salerno) |

|                        |           |  |
| Zaffaroni 37’ Elia 71’ | Marcatori |  |

| Arbitro: | Di Renzo (Ostia Lido) |

|  |           |                    |
|  | Marcatori | 63’ Corti 76’ Elia |

| Arbitro: | Damato (Barletta) |

|                                       |           |                |
| Zaffaroni 33’ Elia 44’ Belluomini 86’ | Marcatori | 90+1’ Cecchini |

| Arbitro: | Forconi (Aprilia) |

|          |           |                               |
| Elia 51’ | Marcatori | 2’ Melucci 22’ (rig.) Ambrosi |

| Arbitro: | Di Fiore (Aosta) |

|              |           |                 |
| A. Villa 12’ | Marcatori | 32’ (rig.) Elia |

| La Spezia 7 marzo 2004 24ª giornata | Spezia             | 0 – 0 | Pro Patria | Stadio Alberto Picco\| Arbitro: \| Scoditti (Bologna) \| |
| Arbitro:                            | Scoditti (Bologna) |       |            |                                                          |

| Busto Arsizio 14 marzo 2004 25ª giornata | Pro Patria            | 0 – 0 | Torres | Stadio Carlo Speroni\| Arbitro: \| C. Rodomonti (Teramo) \| |
| Arbitro:                                 | C. Rodomonti (Teramo) |       |        |                                                             |

| Arbitro: | Torella (Roma) |

|                  |           |  |
| Gelsi 11’ (rig.) | Marcatori |  |

| Arbitro: | Gandolfi (Cremona) |

|              |           |  |
| Perfetti 32’ | Marcatori |  |

| Arbitro: | Mariuzzo (Venezia) |

|                  |           |                   |
| Porro 45’ (rig.) | Marcatori | 53’ Kalu 58’ Elia |

| Arbitro: | Zanardo (Conegliano) |

|                            |           |                               |
| Piovanelli 32’ Carbone 87’ | Marcatori | 15’, 62’ Floccari 19’ Docente |

| Arbitro: | Bo (Genova) |

|                                                         |           |  |
| Artico 17’ Salvalaggio 54’ (aut.) Selva 57’ Cerbone 85’ | Marcatori |  |

| Arbitro: | Fiori (Perugia) |

|                   |           |             |
| Elia 46’ Kalu 79’ | Marcatori | 89’ Omolade |

| Arbitro: | Velotto (Grosseto) |

|               |           |          |
| Paramatti 15’ | Marcatori | 68’ Elia |

| Arbitro: | Squillace (Catanzaro) |

|               |           |                      |
| Zaffaroni 67’ | Marcatori | 77’ (rig.) Carruezzo |

| Arbitro: | Mariuzzo (Venezia) |

|           |           |                        |
| Sella 28’ | Marcatori | 78’ Trezzi 87’ Morante |

#### Play-out
| Prato 31 maggio 2004 Andata | Prato              | 0 – 0 | Pro Patria | Stadio Lungobisenzio\| Arbitro: \| Pantana (Macerata) \| |
| Arbitro:                    | Pantana (Macerata) |       |            |                                                          |

| Arbitro: | Lena (Ciampino) |

|                            |           |                     |
| Elia 45’, 77’ Perfetti 49’ | Marcatori | 76’ Grego 81’ Lamma |

### Coppa Italia

#### Fase a gironi
| Arbitro: | Romeo (Verona) |

|  |           |                                  |
|  | Marcatori | 44’ (rig.) Zola 90+2’ M.Esposito |

| Como 26 agosto 2003 Girone 1 - 2ª giornata | Como | 0 – 3 Partita non disputata per forfait del Como | Pro Patria |  |

| Busto Arsizio 5 settembre 2003, ore 20.30 Girone 1 - 3ª giornata | Pro Patria | 3 – 0 Partita non disputata per forfait del Piacenza | Piacenza | Stadio Carlo Speroni |

#### Secondo turno
| Arbitro: | Girardi (San Donà di Piave) |

|  |           |              |
|  | Marcatori | 27’ Antonini |

| Arbitro: | Nucini (Bergamo) |

|                                  |           |  |
| Marazzina 6’ Doni 10’ Zenoni 78’ | Marcatori |  |

### Coppa Italia Serie C

#### Fase a eliminazione diretta
| Arbitro: | Finazzi (Torino) |

|  |           |                  |
|  | Marcatori | 73’ Karasavvidis |

| Busto Arsizio 19 novembre 2003 Sedicesimi di finale- Ritorno | Pro Patria          | 0 – 0 | Legnano | Stadio Carlo Speroni\| Arbitro: \| Giachero (Pinerolo) \| |
| Arbitro:                                                     | Giachero (Pinerolo) |       |         |                                                           |

| Arbitro: | Bernardoni (Modena) |

|                      |           |             |
| Carbone 49’ Kalu 69’ | Marcatori | 77’ Gilardi |

| Arbitro: | Salati (Trento) |

|                                 |           |                                 |
| Joelson 80’ Barbieri 85’ (rig.) | Marcatori | 90+1’ Karasavvidis 111’ Morante |

| Arbitro: | Zanzi (Lugo di Romagna) |

|                                        |           |                                                             |
| Manni 14’ (rig.) Bonfanti 59’ Taua 61’ | Marcatori | 8’ (rig.), 38’ Belluomini 28’ Karasavvidis 66’ (aut.) Facci |

| Arbitro: | Zanardo (Conegliano) |

|                          |           |  |
| Romano 40’ Elia 43’, 53’ | Marcatori |  |

| Arbitro: | Lioce (Molfetta) |

|                |           |              |
| Pagliarini 24’ | Marcatori | 7’, 86’ Kalu |

| Arbitro: | Damato (Barletta) |

|                                       |           |             |
| Morante 45+1’ Piovanelli 69’ Kalu 83’ | Marcatori | 11’ Beretta |

| Arbitro: | Stefanini (Prato) |

|                                         |           |                |
| Bernacci 5’, 52’ Piccoli 9’ Ranalli 88’ | Marcatori | 24’ Tramezzani |

| Arbitro: | Salati (Trento) |

|  |           |              |
|  | Marcatori | 24’ Bernacci |

## Statistiche

### Statistiche di squadra
| Competizione         | Punti | In casa | In casa | In casa | In casa | In casa | In casa | In trasferta | In trasferta | In trasferta | In trasferta | In trasferta | In trasferta | Totale | Totale | Totale | Totale | Totale | Totale | DR  |
| Competizione         | Punti | G       | V       | N       | P       | Gf      | Gs      | G            | V            | N            | P            | Gf           | Gs           | G      | V      | N      | P      | Gf     | Gs     | DR  |
| -------------------- | ----- | ------- | ------- | ------- | ------- | ------- | ------- | ------------ | ------------ | ------------ | ------------ | ------------ | ------------ | ------ | ------ | ------ | ------ | ------ | ------ | --- |
| Serie C1 - Girone A  | 38    | 17      | 5       | 7       | 5       | 16      | 14      | 17           | 4            | 4            | 9            | 13           | 24           | 34     | 9      | 11     | 14     | 28     | 38     | -10 |
| Serie C1 - Play-out  | -     | 1       | 1       | 0       | 0       | 3       | 2       | 1            | 0            | 1            | 0            | 0            | 0            | 2      | 1      | 1      | 0      | 3      | 2      | +1  |
| Coppa Italia         | -     | 3       | 1       | 0       | 2       | 3       | 3       | 2            | 1            | 0            | 1            | 3            | 3            | 5      | 2      | 0      | 3      | 6      | 6      | 0   |
| Coppa Italia Serie C | -     | 5       | 3       | 1       | 1       | 8       | 3       | 5            | 3            | 1            | 1            | 9            | 9            | 10     | 6      | 2      | 2      | 17     | 12     | +5  |
| Totale               | -     | 26      | 10      | 8       | 8       | 30      | 22      | 25           | 8            | 6            | 11           | 25           | 36           | 51     | 18     | 14     | 19     | 54     | 58     | -4  |